# Cholattsjachl
Cholattsjachl (Russisch: Холатчахль), soms ook gespeld als Cholat-Sjachyl (Холат-Сяхыл), is een bijna 1100 meter hoge berg in de Noordelijke Oeral in het noordwesten van de Russische oblast Sverdlovsk. De naam komt uit het Wogoels (Mansi) en betekent "Dode berg". In de Mansische folklore wordt de berg gezien als "heilig" of volgens een andere versie als "geacht". De Mansen kennen een aantal legenden over de berg.
Tussen de berg en een andere naamloze berg ligt de Djatlovpas. Deze pas en de naam Cholattsjachl verwijzen naar het ongeluk in de Djatlovpas in 1959, waarbij een groep van 9 toeristen onder leiding van Igor Djatlov onder mysterieuze omstandigheden om het leven kwam.